# 레드덕
레드덕(Redduck)은 2006년 2월에 설립된 대한민국의 온라인 비디오 게임 게임 개발사이다. 본사는 서울특별시 강남구 삼성1동 108-6 JBK타워 7층에 위치하고 있다. 1992년 정재영에 의해 설립된 타프시스템을 전신으로 하고 있으며, 매각·인수·합병의 과정을 거치면서 현재의 레드덕에 이르렀다. CEO는 네오위즈 출신의 오승택이다.
네오위즈에서 서비스 중인 얼라이언스 오브 발리언트 암스(A.V.A.)의 제작사로 잘 알려져 있다.

## 역사
정재영에 의해 처음에는 타프시스템으로서 1992년 신사동 화랑가의 5평 규모의 사무실에서 설립되었다.
네오위즈는 타프시스템이 개발중이던 루시아드의 배급 및 마케팅 협력의 제휴를 통해 타프시스템의 전환사채를 매입하고 및 지분을 인수하였다.
2005년 11월 바이오 벤처기업 엔비텍에 다시 매각되면서, 회사 자체가 바이오 벤처기업이 되었다. 엔틱스는 미국의 인공 간 개발업체 헤파호프로 건너가 네오시안으로 상호명을 바뀌었고 헤파호프 코리아에 합병되었다. 2006년 2월 게임 분야가 분할되어 레드덕으로 설립됨과 동시에 네오위즈에 재인수되었으며, 1년 뒤 요구르팅은 대한민국에서의 서비스를 종료한다.
2006년 2월 21일 네오위즈에 인수되어 계열사로 편입되면서 사명이 레드덕으로 바뀌었다.
전작인 A.V.A.와 마찬가지로 언리얼 엔진 3을 기반으로 차기 FPS 게임(메트로 컨플릭트: 프레스토)이 2008년 10월부터 개발을 시작하여 초기 작업에 착수 중이라 발표했다. 프로젝트에 참여할 인원을 채용하였으며, 2009년 1월부터 본격적인 개발을 시작하였다.

## 만든 게임

### 타프시스템
- 낚시광
- 낚시광 2
- 대물낚시광
- 대물낚시광 2
- 붕가붕가
- 못말리는 탈옥범
- 대물낚시광 3
- 딩가 곤충나라 대모험
- 루시아드 (요구르팅으로 리뉴얼)
- 요구르팅 - 서비스 종료

### 레드덕
- 얼라이언스 오브 발리언트 암스
- 공박 - 서비스 종료
- 찹스 온라인 - 서비스 종료
- 메트로 컨플릭트: 프레스토 - 서비스 종료

## 같이 보기
- 네오위즈